# STS-121
STS-121 var Discoverys 32. rumfærge-mission.
Opsendt 4. juli 2006 og vendte tilbage den 17. juli 2006. Rumfærgen lagde til ved Den Internationale Rumstation.

## Besætning
- Steven W. Lindsey (kaptajn)
- Mark E. Kelly (pilot)
- Michael E. Fossum (1. missionsspecialist)
- Lisa Nowak (2. missionsspecialist)
- Stephanie Wilson (3. missionsspecialist)
- Piers Sellers (4. missionsspecialist)

### Fra jorden til ISS
- Thomas Reiter (ISS Ingeniør)